# مابل البرتسون
مابل البرتسون (بالإنجليزية: Mabel Albertson)‏ (24 يوليو 1901 - 28 سبتمبر 1982)، ممثلة أمريكية بدأت التمثيل عام 1928 واستمرت حتى عام 1975 .

## روابط خارجية
- مابل البرتسون على موقع IMDb (الإنجليزية)
- مابل البرتسون على موقع ألو سيني (الفرنسية)
- مابل البرتسون على موقع أول موفي (الإنجليزية)
- مابل البرتسون على موقع قاعدة بيانات برودواي على الإنترنت (الإنجليزية)
- مابل البرتسون على موقع قاعدة بيانات الأفلام السويدية (السويدية)
- مابل البرتسون على موقع إن إن دي بي (الإنجليزية)
- مابل البرتسون على موقع قاعدة بيانات الفيلم (الإنجليزية)
- مابل البرتسون على موقع كينوبويسك (الروسية)
- مابل البرتسون على موقع فايند أغريف